# Bactrocera xanthodes
Bactrocera xanthodes är en tvåvingeart som först beskrevs av Thomas Broun 1904.  Bactrocera xanthodes ingår i släktet Bactrocera och familjen borrflugor. Inga underarter finns listade.